# 内兹拉姆内
内兹拉姆内（烏克蘭語：Незламне），2024年9月前名为波乔姆基内（烏克蘭語：Потьомкине），是位於烏克蘭南部的村莊，由赫爾松州貝里斯拉夫區的維索科皮利亞市鎮負責管轄。該村始建於1869年，面積7.5平方公里，海拔高度87米，2001年人口492，人口密度每平方公里65.7人。
2024年9月19日，乌克兰最高拉达将此村的名字改为“内兹拉姆内”。